# Lady Parry Island
Lady Parry Island är en ö i Kanada.   Den ligger i territoriet Nunavut, i den nordöstra delen av landet, 2 900 km norr om huvudstaden Ottawa. Arean är 12,0 kvadratkilometer.
Terrängen på Lady Parry Island är platt. Öns högsta punkt är 71 meter över havet. Den sträcker sig 5,0 kilometer i nord-sydlig riktning, och 4,1 kilometer i öst-västlig riktning.
Trakten runt Lady Parry Island består i huvudsak av gräsmarker.